# إريك شيوبنر
إريك شيوبنر (بالألمانية: Erich Schöppner)‏ (25 يونيو 1932 – 12 سبتمبر 2005) هو ملاكم ألماني راحل، مثّل بلاده في الألعاب الأولمبية الصيفية 1952.

## روابط خارجية
- إريك شيوبنر على موقع ميوزك برينز (الإنجليزية)
- إريك شيوبنر على موقع ديسكوغز (الإنجليزية)

إريك شيوبنر على موقع بوكس ريك (الإنجليزية) (registration required)
- إريك شيوبنر على موقع أوليمبيديا (الإنجليزية)